# Pterolophia modesta
Pterolophia modesta är en skalbaggsart som beskrevs av Charles Joseph Gahan 1894. Pterolophia modesta ingår i släktet Pterolophia och familjen långhorningar.
Artens utbredningsområde är Myanmar. Inga underarter finns listade i Catalogue of Life.